# Liquore Galliano
Il Galliano è un liquore prodotto per la prima volta nel 1896 dalla Distilleria Arturo Vaccari di Livorno ed oggi prodotto nei Paesi Bassi dalla Lucas Bols, azienda controllata dalla ABN AMRO Capital.

## Descrizione
Il Liquore Galliano è un'infusione idroalcolica dolcificata di diverse erbe e spezie tra cui anice, liquirizia e vaniglia. Il processo di produzione del Galliano è molto laborioso perché sono richieste sette infusioni e sei distillazioni. La fase finale è data dalla miscela di tutti gli ingredienti con i distillati aromatici e l'estratto di vaniglia. Si presenta di colore giallo con gradazione alcolica del 42.3%.
Il liquore si beve liscio o con ghiaccio e viene usato in diversi cocktail, come per esempio il Messicano e quattro cocktail classificati IBA.
Ha aspetto e sapore simili al liquore Strega, creato quest'ultimo nel 1860, quindi quasi quarant'anni prima del Galliano.

## Storia
Il suo creatore, Arturo Vaccari, titolare della distilleria, volendo ricordare, in occasione della morte, le eroiche gesta del capitano Giuseppe Galliano in Etiopia, diede alla sua creazione il nome del militare.

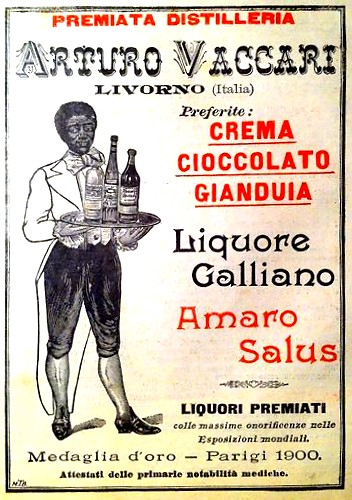
Pubblicità del 1901 della Distilleria Arturo Vaccari

Nel 1989 il liquore viene acquisito dalla società francese Rémy Cointreau e nel marzo 2006 rivenduto al fondo di investimenti europeo ABN AMRO Capital.

## Cocktail
Il liquore si utilizza per 4 cocktail IBA, e con esso si possono creare moltissime varianti di famosi cocktail.

### Cocktail Classifica IBA
- Golden Dream (20 ml Galliano, 20 ml Triple Sec, 20 ml Succo d’arancia fresco, 10 ml Panna Liquida[3])

- Harvey Wallbanger (4,5cl Vodka, 1,5cl Galliano (float), 9cl Succo d’arancia fresco)

- Barracuda (45 ml Gold Rum, 15 ml Galliano, 60 ml Succo di Ananas, Top Prosecco ghiacciato)

- Yellow Bird (30 ml White Rum, 15 ml Galliano, 15 ml Triple Sec, 15 cl Succo di lime fresco)[4][5]

## Particolarità
È venduto nelle caratteristiche alte bottiglie di forma trapeziocuboidale ed è stato citato dagli scrittori Emilio Salgari nel racconto “Lo Schiavo della Somalia” e da John Fante in "Full of Life".
Il Liquore Galliano è anche stato posto in commercio in bottiglie da collezione a forma di Carabiniere in alta uniforme, con feluca e pennacchio posto quale tappo di chiusura e in bottiglie mignon, sempre da collezione dette Gallianino (tali bottiglie in ceramica venivano prodotte dalle manifatture Coronetti di Cunardo e C.A.S.A. di Cameri).